# Ungarns Grand Prix 2022
Ungarns Grand Prix 2022 (officielt navn: Formula 1 Aramco Magyar Nagydíj 2022) var et Formel 1-løb, som blev kørt den 31. juli 2022 på Hungaroring i Mogyoród, Ungarn. Det var det trettende løb i Formel 1-sæsonen 2022.

## Kvalifikation
| Pos.               | Nr. | Kører             | Konstruktør           | Del 1    | Del 2    | Del 3    | Grid |
| ------------------ | --- | ----------------- | --------------------- | -------- | -------- | -------- | ---- |
| 1                  | 63  | George Russell    | Mercedes              | 1.18,407 | 1.18,154 | 1.17,377 | 1    |
| 2                  | 55  | Carlos Sainz, Jr. | Ferrari               | 1.18,434 | 1.17,946 | 1.17,421 | 2    |
| 3                  | 16  | Charles Leclerc   | Ferrari               | 1.18,806 | 1.17,768 | 1.17,567 | 3    |
| 4                  | 4   | Lando Norris      | McLaren-Mercedes      | 1.18,653 | 1.18,121 | 1.17,769 | 4    |
| 5                  | 31  | Esteban Ocon      | Alpine-Renault        | 1.18,866 | 1.18,216 | 1.18,018 | 5    |
| 6                  | 14  | Fernando Alonso   | Alpine-Renault        | 1.18,716 | 1.17,904 | 1.18,078 | 6    |
| 7                  | 44  | Lewis Hamilton    | Mercedes              | 1.18,374 | 1.18,035 | 1.18,142 | 7    |
| 8                  | 77  | Valtteri Bottas   | Alfa Romeo-Ferrari    | 1.18,935 | 1.18,445 | 1.18,157 | 8    |
| 9                  | 3   | Daniel Ricciardo  | McLaren-Mercedes      | 1.18,775 | 1.18,198 | 1.18,379 | 9    |
| 10                 | 1   | Max Verstappen    | Red Bull Racing-RBPT  | 1.18,509 | 1.17,703 | 1.18,823 | 10   |
| 11                 | 11  | Sergio Pérez      | Red Bull Racing-RBPT  | 1.19,118 | 1.18,516 | N/A      | 11   |
| 12                 | 24  | Zhou Guanyu       | Alfa Romeo-Ferrari    | 1.18,973 | 1.18,573 | N/A      | 12   |
| 13                 | 20  | Kevin Magnussen   | Haas-Ferrari          | 1.18,993 | 1.18,825 | N/A      | 13   |
| 14                 | 18  | Lance Stroll      | Aston Martin-Mercedes | 1.19,205 | 1.19,137 | N/A      | 14   |
| 15                 | 47  | Mick Schumacher   | Haas-Ferrari          | 1.19,164 | 1.19,202 | N/A      | 15   |
| 16                 | 22  | Yuki Tsunoda      | AlphaTauri-RBPT       | 1.19,240 | N/A      | N/A      | 16   |
| 17                 | 23  | Alexander Albon   | Williams-Mercedes     | 1.19,256 | N/A      | N/A      | 17   |
| 18                 | 5   | Sebastian Vettel  | Aston Martin-Mercedes | 1.19,273 | N/A      | N/A      | 18   |
| 19                 | 10  | Pierre Gasly      | AlphaTauri-RBPT       | 1.19,527 | N/A      | N/A      | PL1  |
| 20                 | 6   | Nicholas Latifi   | Williams-Mercedes     | 1.19,570 | N/A      | N/A      | 19   |
| 107%-tid: 1:23.860 |     |                   |                       |          |          |          |      |
| Kilde:             |     |                   |                       |          |          |          |      |

Noter:
↑1 - Pierre Gasly måtte starte fra Pit lane efter at have erstattet motoroen i hans bil.

## Resultat
| Pos.                                                               | Nr. | Kører             | Konstruktør           | Omgange | Tid/Udgået  | Startpos. | Point |
| ------------------------------------------------------------------ | --- | ----------------- | --------------------- | ------- | ----------- | --------- | ----- |
| 1                                                                  | 1   | Max Verstappen    | Red Bull Racing-RBPT  | 70      | 1:39.35,912 | 10        | 25    |
| 2                                                                  | 44  | Lewis Hamilton    | Mercedes              | 70      | +7,834      | 7         | 191   |
| 3                                                                  | 63  | George Russell    | Mercedes              | 70      | +12.337     | 1         | 15    |
| 4                                                                  | 55  | Carlos Sainz, Jr. | Ferrari               | 70      | +14,579     | 2         | 12    |
| 5                                                                  | 11  | Sergio Pérez      | Red Bull Racing-RBPT  | 70      | +15,688     | 11        | 10    |
| 6                                                                  | 16  | Charles Leclerc   | Ferrari               | 70      | +16,047     | 3         | 8     |
| 7                                                                  | 4   | Lando Norris      | McLaren-Mercedes      | 70      | +1.18,300   | 4         | 6     |
| 8                                                                  | 14  | Fernando Alonso   | Alpine-Renault        | 69      | +1 omgang   | 6         | 4     |
| 9                                                                  | 31  | Esteban Ocon      | Alpine-Renault        | 69      | +1 omgang   | 5         | 2     |
| 10                                                                 | 5   | Sebastian Vettel  | Aston Martin-Mercedes | 69      | +1 omgang   | 18        | 1     |
| 11                                                                 | 18  | Lance Stroll      | Aston Martin-Mercedes | 69      | +1 omgang   | 14        |       |
| 12                                                                 | 10  | Pierre Gasly      | AlphaTauri-RBPT       | 69      | +1 omgang   | PL        |       |
| 13                                                                 | 24  | Zhou Guanyu       | Alfa Romeo-Ferrari    | 69      | +1 omgang   | 12        |       |
| 14                                                                 | 47  | Mick Schumacher   | Haas-Ferrari          | 69      | +1 omgang   | 15        |       |
| 15                                                                 | 3   | Daniel Ricciardo  | McLaren-Mercedes      | 69      | +1 omgang2  | 9         |       |
| 16                                                                 | 20  | Kevin Magnussen   | Haas-Ferrari          | 69      | +1 omgang   | 13        |       |
| 17                                                                 | 23  | Alexander Albon   | Williams-Mercedes     | 69      | +1 omgang   | 17        |       |
| 18                                                                 | 6   | Nicholas Latifi   | Williams-Mercedes     | 69      | +1 omgang   | 19        |       |
| 19                                                                 | 22  | Yuki Tsunoda      | AlphaTauri-RBPT       | 68      | +2 omgange  | 16        |       |
| 203                                                                | 77  | Valtteri Bottas   | Alfa Romeo-Ferrari    | 65      | Motor       | 8         |       |
| Hurtigste omgang: Lewis Hamilton (Mercedes) - 1.21,386 (omgang 57) |     |                   |                       |         |             |           |       |
| Kilde:                                                             |     |                   |                       |         |             |           |       |

Noter:
↑1 - Inkluderer point for hurtigste omgang.
↑2 - Daniel Ricciardo blev givet en 5-sekunders straf for at være skyld i et sammenstød med Lance Stroll. Som resultat af straffen gik Ricciardos slutposition fra 13. pladsen til 15. pladsen.
↑3 - Valtteri Bottas udgik af ræset, men blev klassificeret som færdiggjort, i det at han havde kørt mere end 90% af løbsdistancen.

## Stilling i mesterskaberne efter løbet
| Pos. | Kører            | Point |
| ---- | ---------------- | ----- |
| 1    | Max Verstappen   | 258   |
| 2    | Charles Leclerc  | 178   |
| 3    | Sergio Pérez     | 173   |
| 4    | George Russell   | 158   |
| 5    | Carlos Sainz Jr. | 156   |

| Pos. | Konstruktør      | Point |
| ---- | ---------------- | ----- |
| 1    | Red Bull-RBPT    | 431   |
| 2    | Ferrari          | 334   |
| 3    | Mercedes         | 304   |
| 4    | Alpine-Renault   | 99    |
| 5    | McLaren-Mercedes | 95    |